# Europium(II)-chlorid
Europium(II)-chlorid ist eine anorganische chemische Verbindung aus der Gruppe der Chloride.

## Gewinnung und Darstellung
Europium(II)-chlorid kann durch Reduktion von Europium(III)-chlorid mit Wasserstoff dargestellt werden.
{\displaystyle \mathrm {2\ EuCl_{3}+H_{2}\longrightarrow 2\ EuCl_{2}+2\ HCl} }
Die Verbindung lässt sich auch durch Reduktion mit Lithium-Naphthalin gewinnen.
{\displaystyle \mathrm {EuCl_{3}+Li\longrightarrow EuCl_{2}+LiCl} }
Das Dihydrat kann durch Reduktion von Europium(III)-Verbindungen (z. B. Europium(III)-oxid) in salzsaurer Lösung mit Zink und anschließender Reaktion mit konzentrierter Salzsäure gewonnen werden.

## Eigenschaften
Europium(II)-chlorid ist ein weißer bis blassrosa Feststoff. Er besitzt eine orthorhombische Kristallstruktur vom Blei(II)-chlorid-Typ mit der Raumgruppe Pbnm (Raumgruppen-Nr. 62, Stellung 3). Die Hochtemperaturmodifikation besitzt eine kubische Kristallstruktur mit der Raumgruppe Fm3 (Nr. 202). Das Dihydrat ist ein weißes, bei Tageslicht schwach bläulich fluoreszierendes, blättchenförmig kristallisierender Feststoff. Er ist sehr oxidations- und luftempfindlich und besitzt eine monokline Kristallstruktur isotyp mit der von Strontium(II)-chlorid-dihydrat und der Raumgruppe C2/c (Nr. 15) (a = 1167,8 pm, b = 641,3 pm, c = 670,5 pm, β = 105,3°).